# Newport (hrabstwo miejskie)
Newport – hrabstwo miejskie w południowo-wschodniej Walii, obejmujące miasto Newport i okolice. W 2011 roku hrabstwo liczyło 145 736 mieszkańców.

## Ludność
Większość (71,9%) ludności Newport jest chrześcijanami, zaś 2,6% to muzułmanie. Znajduje się tu 7 meczetów i 50 kościołów.

## Podział administracyjny

### Communities (civil parishes)
- Allt-yr-Yn, Alway, Beechwood, Bettws, Bishton, Caerleon, Coedkernew, Gaer, Goldcliff, Graig, Langstone, Liswerry, Llanvaches, Llanwern, Malpas, Marshfield, Michaelstone-y-Fedw, Nash, Penhow, Pillgwenlly, Redwick, Ringland, Rogerstone, Shaftesbury, St. Julians, Stow Hill, Tredegar Park, Victoria i Wentlooge.

### Okręgi wyborcze (wards)
- Allt-yr-Yn, Alway, Beechwood, Bettws, Caerleon, Gaer, Graig, Langstone, Llanwern, Liswerry, Malpas, Marshfield, Pillgwenlly, Ringland, Rogerstone, Shaftesbury, St. Julians, Stow Hill, Tredegar Park i Victoria[3].

## Miejscowości
Na terenie hrabstwa znajdują się następujące miejscowości (w nawiasach liczba ludności w 2011):

- Newport (128 060)
- Caerleon (8747)
- Marshfield (2319)
- Underwood (1976)
- Parc-Seymour (744)
- Castleton (735)
- Llandevaud (376)